# Java Speech API
 (février 2024).
Java Speech API (JSAPI) est un ensemble de classes pour traiter la parole. 
Cette technologie peut être utilisée dans les interfaces homme-machine pour : 
- les dictées vers l'ordinateur, la reconnaissance et le traitement de la parole;
- la synthèse de la parole.

JSAPI est développé par SUN, Apple, AT&T, Dragon Systems, IBM, Novell, Philips et Texas depuis [Quand ?]. Java Speech n'est utilisable que dans les applications Java.

## Sources
- Java Speech sur cedric.cnam.fr